# Cat Shit One
Cat Shit One (キャットシットワン, Kyatto Shitto Wan) est un manga japonais en quatre volumes écrit et illustré par Motofumi Kobayashi.
Il a été publié au Japon en 1998 par Softbank Publishing. En France et en Belgique, il a été publié par Glénat en 2006. Aux États-Unis, il est sorti sous le titre Apocalypse Meow en référence au film Apocalypse Now, qui comme le manga se déroule pendant la Guerre du Viêt Nam. Un animé a été produit en 2010.

## Synopsis

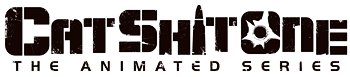
Logo de l’animé.

Cat Shit One est un manga se déroulant pendant la guerre du Viêt Nam et où les différentes nationalités ayant participé au conflit sont identifiées par des espèces animales. Ainsi, les Américains sont des lapins, les Japonais des singes, les Français des cochons, les Chinois des pandas, etc.
L'histoire raconte les aventures d'une unité du SOG (Special Operations Group) constituée de Perky, un chef d'équipe expérimenté, de Rats, un étudiant issue des quartiers pauvres de Boston, de Botaski, un afro-américain originaire d'Harlem, et de Chico, un Yard se battant contre le Viêt-Cong. Au cours de leurs missions au Viêt nam, les membres de l'équipe devront vivre au quotidien entre les patrouilles dans la jungle, les permissions et les opérations secrètes du gouvernement.

## Nationalités des animaux
La principale particularité de Cat Shit One est d'utiliser le zoomorphisme : chaque nationalité est représentée par une espèce animale. 
- Américains : lapins
- Vietnamiens : chats. L'ethnie des Montagnards ou « Yards » est représentée par des chats tigrés.
- Français : porcs
- Chinois : pandas
- Japonais : gorilles et chimpanzés
- Russes : ours
- Sud-coréens : chiens
- Britanniques : souris
- Australiens : kangourous

Il y a également des koalas, sans que la nationalité correspondante ne soit précisée (possiblement des Néo-zélandais).
- Arabes : chameaux (dans l’animé)

Le choix des lapins est un jeu de mots japonais. Le mot japonais pour lapin est transcrit dans l'alphabet romain par « usagi », qui peut être interprété comme « USA GI ».

## Publication
- Cat Shit One vol. 1

 Japon : septembre 1998 -  France : août 2006  (ISBN 9782723456326)
- Cat Shit One vol. 2

 Japon :  août 2000 -  France : octobre 2006  (ISBN 9782723456333)
- Cat Shit One vol. 3

 Japon : septembre 2002 -  France : janvier 2007  (ISBN 9782723456340)
- Cat Shit One vol. 0

 Japon : septembre 2005 -  France : mars 2007  (ISBN 9782723456357)

### Documentation
- Paul Gravett (dir.), « De 1990 à 1999 : Cat Shit One », dans Les 1001 BD qu'il faut avoir lues dans sa vie, Flammarion, 2012 (ISBN 2081277735), p. 699.